# Канаши (озеро)
Канаши́ (бел. Канашы́) — озеро в Полоцком районе Витебской области Белоруссии. Относится к бассейну реки Туровлянка. Входит в группу Ушачских озёр.

## Описание
Озеро Канаши находится на территории Полоцкого района, в 16 км к югу от Полоцка, рядом с одноимённой деревней. Высота над уровнем моря составляет 131,4 м.
Площадь поверхности озера составляет 0,6 км², длина — 1,12 км, наибольшая ширина — 0,88 км, длина береговой линии — 4,16 км. Наибольшая глубина — 5 м, средняя — 2,8 м. Объём воды в озере — 1,65 млн м³. Площадь водосбора — 18,5 км².
Котловина озера термокарстового типа, округлой формы. Склоны суглинистые, пологие, распаханные, на юге покрытые лесом. Высота склонов котловины составляет от 3—5 (на юго-востоке) до 6—14 м. Береговая линия извилистая. Берега низкие, песчаные, в заливах на северо-западе и юго-востоке сплавинные. Пойма местами заболоченная, поросшая кустарником, в ширину достигает 50—100 м. Дно плоское, до глубины 2 м песчаное, на больших глубинах покрытое кремнезёмистым сапропелем. Глубины до 2 м занимают 33 % площади озера.
Минерализация воды достигает 180 мг/л, прозрачность — менее 1 м. Водоём эвтрофный.
Впадает ручей из озера Усомля и вытекает ручей в озеро Гомель.
Подводная растительность распространяется до глубины 2—2,5 м.
В озере водятся щука, лещ, плотва, окунь, краснопёрка, уклейка, густера.
Название озера Канаши связывают с фин. kanahka, эст. kanastus, лив. kaanös - плесень.

## Месторождение сапропеля
Объём запасов сапропеля в озере Канаши составляет 1,6 млн м³. Отложения занимают 82 % площади дна. Их средняя мощность составляет 3,3 м, максимальная достигает 7,8 м. Естественная влажность — 87 %, зольность — 62 %, водородный показатель — 6,2. В сухом остатке содержится: азота — 2 %, окислов кальция — 1,8 %, калия — 1,8 %, фосфора — 1,1 %. Сапропель пригоден для мелиорационных работ.